# 奇々怪界
『奇々怪界』（ききかいかい）は、1986年10月にタイトーから販売された日本のアーケードゲーム。巫女の小夜ちゃんが妖怪にさらわれた七福神を救うために戦うアクションシューティングゲームとなっている。
後にディスクシステム、MSX2、PCエンジン、Windowsに移植された他、携帯電話アプリとしてiアプリ、Vアプリ、EZアプリなどで配信された。
アーケード版はPlayStation 2用ソフト『タイトーメモリーズ 上巻』（2005年）やPlayStation Portable用ソフト『タイトーメモリーズ ポケット』（2006年）に収録された他、AndroidやPlayStation 4、Nintendo Switchにてアーケードアーカイブスとして配信された。
その他、PCエンジン版はWiiのバーチャルコンソールにて配信された。

## ゲーム内容

### システム
ステージごとに1人ずつ囚われた七福神を救出することが目的の任意スクロール型シューティング。近接攻撃のお祓い串と遠距離攻撃のお札を使いわけ、妖怪を退治しながら神社の境内を進み、道中に落ちている鍵を手に入れ、ステージ最後の部屋に待ち受ける大物妖怪を退治していく。全8ステージ（道中面7面+宝船探し面）構成。
ゲームオーバーになると数字3桁のルーレットが現れ、3桁の数字が得点の末尾3桁と一致すれば、1クレジット増える。
8方向レバーでプレイヤーの小夜ちゃんの移動、武器のお祓い棒（近接用）と、お札（飛び道具・弾数は無制限）を2つのボタンで使い分ける。両ボタンを同時に押すことによって、道中で手に入れた水晶球を使用することができる。敵および敵弾への接触、水や谷への落下で1ミスとなる。お祓い攻撃は一部の敵および7ステージ以外のボスには効かない。

### アイテム
水色のおふだ
お札の飛距離が伸びる。続けて取得することで飛距離も伸びていく。
重ねて取得するごとに難易度ランクが上昇し、そのステージのボスの耐久力が増加していく。ゲームオーバーまで難易度の上昇は維持され、ミスしても解除はされない。
赤色のおふだ
お札が敵を貫通するようになる。
二重のおふだ
連射速度が上がる。
黄色のおふだ
お札が「大入り」のお札に変化し、当たり判定が大きくなる。
水色の水晶玉
使用すると画面上のボス以外の敵の動きを約8秒間止めることができる。当たり判定は残っているので接触するとミスとなる。
黄色の水晶玉
画面上のボス以外の敵を全滅させる。
おはらい棒
プレイヤーが1UPする。特定の条件下で入手可能。
鍵
道中のどこかに落ちている。ステージボスのいる部屋に入るために必須。

### フィールド上の仕掛け
灯篭（稲荷堂）
お祓いするとアイテムが出現する。また、敵キャラクター「留無留」にとり憑かれた際はここにこすり付けるようにすることで弾き飛ばせる。
鳥居
くぐると、とり憑いた敵キャラクター「留無留」を弾き飛ばせる。

### 隠し要素
- 井戸のそばのばけうり出現ポイントに1ドットの狂いもなく合わせると、ばけうりが次々と飛び出してくる。この時、しばらくすると一定の順番で色々な物が飛んできて、これをおふだで撃ち落すとアイテムとなる（にんじん=黄色のおふだ、たまねぎ=御祓い棒）。
- 得点の下3桁を0で揃えた状態で（通常は）黄色の水晶玉が出現するお地蔵様のところに行くと、水晶玉の代わりに御祓い棒が出現する。
- ゲームオーバー時にレバーを上に入れておくとその後のタイトル画面に熊のグラフィックが出現する[注釈 1]。この熊のグラフィックが表示されている間にクレジットを入れてゲームを始めると、小夜ちゃんの残数が1人多い状態で始まる。

## キャラクター

### 主要キャラクター
小夜ちゃん
本作の主人公。七福神に仕える巫女。妖怪の里にさらわれた七福神を救出するため、お札とおはらい棒を武器に単身戦いを挑む。
七福神
小夜ちゃんが仕える7人の福の神。祈祷の真っ最中に妖怪軍団にさらわれてしまった。

### 敵キャラクター
ザコ敵の妖怪たちに接触したり攻撃に当たるとミスとなる。一部、お祓い攻撃が効かない敵もいる。
プカプカ
編隊を組んで近づいてくる人魂のお化け。ステージ後半になると弾を吐く。
ばけちょうちん
三匹編隊で近寄り、火の玉を吐いてくる。
かさべー
化け傘。飛び跳ねながら小夜ちゃんに接近して傘を開いて周囲を旋回し、数回旋回するもしくは4匹以上集まった後、傘を閉じて一直線に突進してくる。
おたま
編隊を組んで飛び回る火の玉。お札のみ、またお祓いのみで全滅させるとアイテムを落とす。
おげい
ろくろ首。六角堂に潜み、近寄ると上下左右の4方向に首を伸ばしてくる。お祓いは効かない。
とおせんぼう
足が生えた墓石の妖怪。縦方向に往復移動して道をふさぎ、小夜ちゃんが通過しようとすると突進する。ちなみに、墓石には「タイトー」と書かれている。
はしりたい
鯛の体に人間の下半身がくっついた魚の妖怪。画面外から急に飛び跳ねて現れる。
みのじい
みのを着た子泣きじじい。小走りで走り寄り、しがみついてくる。
りんりん
狐のお面をかぶった妖怪少女。身軽に動き回り、お手玉や毬を投げつけてくる。
よねばあ
砂かけ婆。砂を投げつけてくる。
にょろにょろ
白ヘビの妖怪。常に集団で群れて近付き、接触すると締め上げられてしまう。地面を這っているためお祓いは効かない。
いちどう
一つ目小僧。小夜ちゃんを見つけると仲間の妖怪を呼ぶ。
ばけうり
井戸に潜むお化け瓜。小夜ちゃんが井戸付近に近づくと飛び出してくる。立ち位置によっては連続で飛び出してくる。時々様々な種類の野菜が混じって飛び出してくることがあり、特定の野菜をお札で打つとアイテムが手に入る。
るむる
おんぶお化け。接触してもミスにはならないが、しがみつかれて移動速度が低下する他、動きに慣性がついて制御し難くなり、大量にしがみつかれるほど動きが鈍くなる。鳥居をくぐるか、稲荷堂にこすりつけるようにすることで弾き飛ばせる。
がらこつ
骸骨の妖怪。永久パターン防止キャラクター。小夜ちゃんが一定時間同じ場所に留まっていると土の中から現れ、一直線に歩いてくる。障害物にぶつかる、また攻撃を当てると地面に潜るがすぐに復活する。数回攻撃を当てると無敵になって突っ込んでくる。
鬼火
永久パターン防止キャラクター。輪になって小夜ちゃんを追尾してくるものと、隊列を組んで横方向にジグザグに動きながら画面を縦断するものの2パターンが存在する。

### ステージボス
各ステージのボスを紹介。7ステージのボスを除き、おはらい攻撃は効かない。
SCENE1 - 豆頭（ずず）
小豆洗い。動き回りながら豆を投げつける。
SCENE2 - 雷電王（らいでんおう）
雷神。画面外に飛んでいく小さな雷と、地面に当たると燃え上がる大きな雷を放つ。火柱はしばらく画面内に残る。
SCENE3 - 仙山（せんざん）
天狗。口から吐く炎、手にした団扇で起こす突風で攻撃してくる。急に突進してくることもある。
SCENE4 - 山婆（さんば）
やまんば。両手で包丁を投げつける。ダメージを与える度に、一度に投げつける包丁の数が増えていく。
SCENE5 - 操珠僧（そうじゅそう）
解いた数珠を振り回して攻撃してくる怪力の妖僧。動きが速く攻撃のリーチが長い。
SCENE6 - 魔尾狐（まびこん）
九尾の狐。子狐の群を差し向けつつ、体当たりを繰り出した後、一定時間その場に留まってから再び動き出すというパターンを繰り返す。動きを止めている最中はお札が通用しない。
SCENE7 - 魔奴化（まぬけ）
八百八狸の化け狸。小夜ちゃんに化けて登場し、当たると一定時間動けなくなるお札を投げつけ、その隙にお祓い棒で小夜ちゃんを吹っ飛ばそうとしてくる。ダメージを与えると狸の正体を表して逃げ回るが、しばらくすると再び小夜ちゃんに化けて向かってくる。
魔奴化を倒すと七福神が勢ぞろいし、最終ステージである巻物探しへと移行する。
SCENE8 - 巻物探し
魔奴化を倒した後は最終ステージである巻物探し面へと突入する。このステージは完全ループ制の迷路になっており、画面内に無数に存在する地蔵のどこかに隠された三種類の巻物をお祓いによって見つけ出すことがゴール地点に到達する条件となっている。
巻物を全て見つけてゴールに到達することでエンディングを迎え、スタッフロールの後、2周目が始まる。

## 他機種版
| No. | タイトル                                         | 発売日         | 対応機種                       | 開発元             | 発売元          | メディア                                | 型式       | 売上本数 | 備考                                                               |
| --- | ------------------------------------------------ | -------------- | ------------------------------ | ------------------ | --------------- | --------------------------------------- | ---------- | -------- | ------------------------------------------------------------------ |
| 1   | 奇々怪界 怒涛編                                  | 1987年8月28日  | ディスクシステム               | タイトー Workss    | タイトー        | ディスクカード両面                      | TFD-KIK    | -        | アレンジ移植                                                       |
| 2   | 奇々怪界                                         | 1987年9月21日  | MSX2                           | タイトー           | ソニー (HiTBiT) | 1メガビットロムカセット                 | HBS-G063C  | -        |                                                                    |
| 3   | 奇々怪界                                         | 1990年3月27日  | PCエンジン                     | タイトー           | タイトー        | 3メガビットHuCARD                       | TP02009    | -        |                                                                    |
| 4   | Super1500シリーズ 奇々怪界                       | 2000年3月10日  | Windows                        | タイトー           | メディアカイト  | CD-ROM                                  | -          | -        | アーケード版の移植                                                 |
| 5   | Wセレクション 10 エレベーターアクション&奇々怪界 | 2002年8月9日   | Windows                        | タイトー           | メディアカイト  | CD-ROM                                  | -          | -        | アーケード版の移植、『エレベーターアクション』とのカップリング移植 |
| 6   | 奇々怪界                                         | 2002年9月9日   | mova504i専用 （iアプリ）       | タイトー           | タイトー        | ダウンロード （G@meパーク）             | -          | -        |                                                                    |
| 7   | 奇々怪界DX                                       | 2004年5月12日  | ボーダフォンライブ （Vアプリ） | タイトー           | タイトー        | ダウンロード                            | -          | -        |                                                                    |
| 8   | 遊遊 奇々怪界                                    | 2004年5月14日  | Windows                        | タイトー           | メディアカイト  | CD-ROM                                  | -          | -        | アーケード版の移植                                                 |
| 9   | 奇々怪界                                         | 2004年11月25日 | BREW対応機種 （EZアプリ）      | タイトー           | タイトー        | ダウンロード （タイトーゲームエキスポ） | -          | -        |                                                                    |
| 10  | タイトーメモリーズ 上巻                          | 2005年7月28日  | PlayStation 2                  | タイトー           | タイトー        | DVD-ROM                                 | SLPM-66057 | -        | アーケード版の移植                                                 |
| 11  | タイトーメモリーズ ポケット                      | 2006年1月5日   | PlayStation Portable           | タイトー           | タイトー        | UMD                                     | ULJM-05076 | -        | アーケード版の移植                                                 |
| 12  | Let's!TVプレイCLASSIC タイトーノスタルジア2      | 2006年3月31日  | Let's! TV プレイ               | タイトー           | タイトー        | 内蔵ゲーム                              | -          | -        | 『スラップファイト』とのカップリング移植                           |
| 13  | 奇々怪界                                         | 2008年7月8日   | Wii                            | タイトー           | タイトー        | ダウンロード （バーチャルコンソール）   | -          | -        | PCエンジン版の移植                                                 |
| 14  | 奇々怪界                                         | 2012年2月2日   | Android                        | タイトー           | タイトー        | ダウンロード                            | -          | -        | アーケード版の移植                                                 |
| 15  | 奇々怪界                                         | 2016年7月15日  | PlayStation 4                  | タイトー           | ハムスター      | ダウンロード （アーケードアーカイブス） | -          | -        | アーケード版の移植（日本国外版も収録）                             |
| 16  | 奇々怪界                                         | 2020年3月12日  | Nintendo Switch                | タイトー           | ハムスター      | ダウンロード （アーケードアーカイブス） | -          | -        | アーケード版の移植（日本国外版も収録）                             |
| 17  | 奇々怪界                                         | 2022年3月2日   | イーグレットツー ミニ          | 瑞起 ※本体の開発元 | タイトー        | プリインストール                        | -          | -        | アーケード版の移植                                                 |
| 18  | タイトーマイルストーン2                          | 2023年8月31日  | Nintendo Switch                | ハムスター         | タイトー        | ゲームカード ダウンロード               | -          | -        | アーケード版の移植                                                 |

奇々怪界 怒涛編（ファミリーコンピュータ ディスクシステム 1987年8月28日発売）
システムがフィールド探索型に変更し、ライフ制の導入、お札の枚数制限、アイテムの購入、貧乏神三人衆など新キャラクターの追加など、家庭用独自の新要素が多数盛り込まれ、ARPGに近いシステムになっている。初回版はLPレコードサイズの特大パッケージに「七福神ごりやくスタンプ」が同梱された。
また、発売時の宣伝広報として、当時のホリプロ所属のアイドル伊藤美紀を起用した。伊藤美紀本人がTVCMに出演し、セカンドシングルA面曲「哀愁ピュセル」（CBS・ソニー（現：ソニー・ミュージックレーベルズ/ソニー・ミュージックレコーズ））がCMソングとして使用された。また、本作のタイトル画面のBGMは、同シングルのB面曲「小夜（リトルナイト）カーニバル」（作曲：小倉久佳）が使用されている。ゲーム中に2Pキャラクターの「美紀ちゃん」として登場した他、パッケージや同梱の説明書にも彼女自身が巫女装束姿で出演していた。
奇々怪界（MSX2 1987年9月21日発売。ソニー・HiTBiTレーベル）
説明書は広げるとA3サイズにまで広がり、裏面は『小夜ちゃん奮戦すごろく』という漫画になっていた。
奇々怪界（PCエンジン版 1990年3月27日発売）
アーケード版に基づいているが、道中のルート分岐やコンティニュー制の導入（回数制限あり）、画面切り替え方式の変更、一部の演出の削除・変更など、相違点や追加点が多い。2008年7月8日からはWiiのバーチャルコンソールでも配信されている（要600Wiiポイント）。
Windows版
- SUPER1500 奇々怪界
- Wセレクション 10 エレベーター・アクション&奇々怪界
- 遊遊 奇々怪界 - メディアカイトより発売されていたWindows用のPC移植版。

携帯用アプリ版
- 奇々怪界
- 奇々怪界DX
- 奇々怪界GS-DX
各社携帯アプリ向けに配信されている移植版。発売時期や機種や規格によって移植度はさまざまだが、現在主流の3G端末版は、アーケード版に近い作りとなっており、最終面の巻物探しを含めた8ステージを収録。難易度セレクト、登場キャラクターの特性を研究できる「妖怪図鑑」、貴重な昔の資料を見ることができる「奇々怪界アンソロジー」などの追加要素もある。

PlayStation 2版『タイトーメモリーズ 上巻』
2005年7月28日発売。過去にタイトーが発売したアーケードゲームを多数収録したオムニバスソフトの中に収録された。『奇々怪界』を含めた一部のゲームは最初から遊べないシークレット仕様になっているため、ロックを解除するには特定の条件を満たすか、隠しコマンドを入力する必要がある。後に発売された廉価版の『TAITO BEST』（2006年7月6日）と、『エターナルヒッツ』（2007年6月28日）ではシークレット仕様が撤廃され、最初から全てのタイトルがプレイ可能な状態に仕様変更された。
PlayStation Portable版『タイトーメモリーズ ポケット』
2006年1月5日発売。上記のPlayStation 2版と同じく、過去にタイトーがリリースしたアーケードゲームを多数収録したオムニバスソフトの中に収録。縦画面モードがあり、PSP本体を縦に持ってのプレイも可能。
Let's!TVプレイ版『Let's!TVプレイCLASSIC タイトーノスタルジア2』（単体ハード）
2006年3月31日発売。『スラップファイト』とのカップリングで、業務用を移植したもの。またタイトー制作の業務用の別作品『地獄めぐり』の主人公、覚蓮坊を主役にしたアレンジ版『奇々怪界〜覚蓮坊』も同時収録。内容自体に変化はないが、主人公の武器が変更されており、隠しキャラクターが追加されている。
奇々怪界（PlayStation 4版 2016年7月15日配信 / Nintendo Switch版 2020年3月12日配信）
アーケードアーカイブスの1作品として配信。国内版と海外版を収録。
海外のみのリリース作品
- Taito Legend2（PlayStation 2 Xbox Windows）
- Taito Legends Power Up（PlayStation Portable）
過去のタイトーのゲームを多数収録したオムニバスソフトだが、日本で発売されたタイトーメモリーズとは収録ゲームの内容が大幅に異なる。『奇々怪界』は「KiKi KaiKai」として収録されている。

## トリビア
- 「アーケード版制作中に製作現場が怪奇現象に襲われ、スタッフ全員で神社にお参りに行った」と噂されたが、これは制作スタッフが取材とゲーム開発の成功祈願を兼ね、神社に七福神めぐりをしに行ったというのが真相で、その情報に尾ひれがついて広まったものである。ただし、取材に行ってきた当人たちの談に寄れば、実際にお祓いはしてもらってきたらしい[17]。
- アーケード版のゲーム基板には小夜ちゃんのイラストがプリントされたカスタムチップが載っている。

## 音楽
サウンドは同社サウンドチームZUNTATAの"OGR"こと小倉久佳が担当していた。童謡わらべ歌を基調としたサウンドがゲームの世界観とマッチしており、多くのプレイヤーから高い評価を受けた。ただ、ゲーム中では効果音パートの音量が大きいこともあってか、1986年当時のゲームセンターの環境下ではサウンドが聴き取りにくいこともあった。『奇々怪界』のサウンドは、アルバム『TAITO GAME MUSIC』（アルファレコード）に収録されている。

### サウンドトラック
TAITO GAME MUSIC（アルファレコード）
当時のタイトーのゲームの音楽を収録したサントラ。奇々怪界のサウンドも収録されている。

## スタッフ
アーケード版
- 制作・キャラクター原案：薮崎久也
- プログラマー：石田一朋、佐々木大輔
- キャラクター・デザイナー：西村年幸、三方一哉
- サウンド・エフェクター：八木下直人
- ミュージック・コンポーザー：小倉久佳
- ディレクター：波多野幹夫

ファミリーコンピュータ版
- 企画：KAO NO DEKAI YABU-SAN（藪崎久也）
- 音楽：ZUNTATA NO OGURA-SAN（小倉久佳）
- 宣伝：YOPPARAI NO KATO-CHAN
- プログラム：WORKSS NO WAGAMAMA NA ENDOU-SAN（えんどうすすむ）、YAKUZA MITAINA SOU-SAN（そうただし）、MIKI NI HORETA KANEMITSU-SAN（かねみつまさとし）
- 営業：SUGU OKORU SUZUKI-SAN、SUKEBE NA TAKASAKI-SAN、DOSANKO HATTORI-SAN
- ディレクター：BINBOU NA SATOU-KUN

## 評価
アーケード版
当時のゲーム雑誌『ゲーメスト』の企画「第1回ゲーメスト大賞」（1987年）で、読者投票により本作の主人公である小夜がベストキャラクター賞で5位を獲得している。
ファミリーコンピュータ版『奇々怪界 怒涛編』
ゲーム誌『ファミリーコンピュータMagazine』の読者投票による「ゲーム通信簿」での評価は以下の通りとなっており、15.00点（満25点）となっている。また、同雑誌1991年5月24日号特別付録の「ファミコンディスクカード オールカタログ」では、「ゲーセン（アーケード）版と違って迷路状のマップになり、（アイテムを）買い物してパワーアップしたりと、奥が深くなった」と紹介されている。
| 項目 | キャラクタ | 音楽 | 操作性 | 熱中度 | お買得度 | オリジナリティ | 総合  |
| 得点 | 3.43       | 2.92 | 2.85   | 2.82   | -        | 2.98           | 15.00 |
PCエンジン版
ゲーム誌『ファミコン通信』のクロスレビューでは6・7・7・5の合計25点（満40点）、『月刊PCエンジン』では75・80・85・75・75の平均78点、『マル勝PCエンジン』では8・7・9・7の合計31点（満40点）、『PC Engine FAN』の読者投票による「ゲーム通信簿」での評価は以下の通りとなっており、21.84点（30点満点）となっている。また、この得点はPCエンジン全ソフトの中で177位（485本中、1993年時点）となっている。
| 項目 | キャラクタ | 音楽 | 操作性 | 熱中度 | お買得度 | オリジナリティ | 総合  |
| 得点 | 4.32       | 3.49 | 3.65   | 3.49   | 3.44     | 3.46           | 21.84 |

## 続編
- 奇々怪界-謎の黒マント-（1992年、スーパーファミコン）
- 奇々怪界-月夜草子（1994年、スーパーファミコン）
- 奇々怪界あどばんす（2001年、ゲームボーイアドバンス）
- 奇々怪界 黒マントの謎（2022年4月21日発売、PlayStation 4、Nintendo Switch、Xbox Series X/S）

### 奇々怪界2
- スターフィッシュが開発し、PlayStation 2用ソフトとして発売が予定されていたが、発売中止となった[23]。発売予定は当初2007年3月、後に2007年夏発売とされていた。

## 関連商品

### 書籍
奇々怪界 キャラクターマニュアル
アーケード版の可動時にゲームセンターで販促物として配布されていた。
奇々怪界 怒涛編 完全攻略テクニックブック（徳間コミュニケーションズ）
ファミコン版発売時に徳間書店より発売された攻略本。
奇々怪界 〜狐の里入り〜（ハーヴェスト出版）
『奇々怪界』を題材とした小説。2010年4月1日にタイトー監修のもと発売された。

### 玩具
カバヤ 奇々怪界
1986年にカバヤより発売されていた100円の玩具菓子。玉ころがしのミニ盤面ゲームとマスカットキャンディーが入っており、盤面は全8種類あった。関西地域のみの発売だったらしい。
お祓い巫女ちゃん棒
奇々怪界のキャラクターグッズ。棒の先端に付いた小夜ちゃんがお祓い棒を振ってお祓いしてくれるというもの。おみくじ付き。
円満家庭的紙面上遊戯盤 奇々怪界
奇々怪界を題材としたボードゲーム。妖怪を退治しながら小判を稼ぎ、武器やアイテムを集めて大妖怪と対決。勝つと七福神から判子がもらえるといった内容。
タイトーキャラのプライズ人形
プライズゲーム機用のタイトーキャラのぬいぐるみに小夜ちゃんがラインナップされていた。
GAME HISTORY CARD（新声社・メディアジャパン）
アーケードゲームを題材としたトレーディングカード。奇々怪界も収録されていた。

### その他
哀愁ピュセル（伊藤美紀 CBSソニー）
ファミコン版の『奇々怪界 怒濤編』のTVCMソングとして使用された。B面収録の「小夜（リトルナイト）カーニバル」（作曲：ZUNTATA）は、同ゲームのタイトル画面のBGMに使用された。
タイトービデオゲーム 奇々怪界（CBSソニー）
アーケード版の映像を収録した攻略ビデオ。LD版もリリースされていた。